# Kypello Kyprou 1952-1953
La Kypello Kyprou 1952-1953 fu la 16ª edizione della coppa nazionale cipriota. Vide la vittoria finale dell'EPA Larnaca, che così conquistò il suo quarto titolo.

## Formula
Presero parta alla manifestazione tutte le otto squadre di A' Katīgoria, ma, per la prima volta, anche le formazioni di B' Katīgoria (sebbene il torneo non fosse ufficiale). Il torneo prevedeva quattro turni: ottavi, quarti, semifinali e finale, tutti di sola andata; la squadra di casa era scelta per sorteggio, così come per sorteggio furono scelte le due squadre ammesse direttamente ai quarti di finale. Se una partita veniva pareggiata, si andava i tempi supplementari: in caso di ulteriore pareggio, era prevista la ripetizione sul campo della squadra che era in trasferta. 

## Partite

### Primo turno
Le partite sono state giocate il 10 febbraio 1953.
| Squadra 1             | Risultato | Squadra 2           |
| --------------------- | --------- | ------------------- |
| AEL Limassol          | 5 - 0     | SEAAS               |
| Anorthōsis            | 7 - 1     | Demi Spor Larnaca   |
| APOEL                 | 1 - 0     | Pezoporikos Larnaca |
| EPA Larnaca           | 10 - 1    | Arīs Limassol       |
| Çetinkaya Türk        | 10 - 2    | Mağusa Türk Gücü    |
| Club Turco di Larnaca | 2 - 3     | Doğan Türk          |
| Olympiakos Nicosia    | bye       |                     |
| AYMA Nicosia          | bye       |                     |

### Quarti di finale
| Squadra 1      | Risultato | Squadra 2          |
| -------------- | --------- | ------------------ |
| Çetinkaya Türk | 3 - 1     | AYMA Nicosia       |
| APOEL          | 2 - 2     | EPA Larnaca        |
| AEL Limassol   | 2 - 0     | Doğan Türk         |
| Anorthōsis     | 2 - 1     | Olympiakos Nicosia |

#### Replay dei quarti di finale
| Squadra 1   | Risultato | Squadra 2 |
| ----------- | --------- | --------- |
| EPA Larnaca | 3 - 0     | APOEL     |

### Semifinali
| Squadra 1    | Risultato | Squadra 2      |
| ------------ | --------- | -------------- |
| AEL Limassol | 0 - 3     | Çetinkaya Türk |
| Anorthōsis   | 1 - 1     | EPA Larnaca    |

### Finale
| Arbitro: | Lillis Ieronimides |

|                      |           |                                                     |
| Dickran Misirian 73’ | Marcatori | 17’ Sarkis Mpetikian (Kkilis) 74’ Mustafa Devterali |

## Tabellone dei quarti
|  | Quarti di finale   | Quarti di finale   | Quarti di finale |                |              | Semifinali   | Semifinali | Semifinali |  |  | Finale | Finale | Finale |  |
|  |                    |                    |                  |                |              |              |            |            |  |  |        |        |        |  |
|  | APOEL              | APOEL              | 0                |                |              |              |            |            |  |  |        |        |        |  |
|  | APOEL              | APOEL              | 0                |                |              |              |            |            |  |  |        |        |        |  |
|  | EPA Larnaca        | EPA Larnaca        | 3                |                |              |              |            |            |  |  |        |        |        |  |
|  | EPA Larnaca        | EPA Larnaca        | 3                |                | EPA Larnaca  | EPA Larnaca  | 2          |            |  |  |        |        |        |  |
|  |                    |                    |                  |                | EPA Larnaca  | EPA Larnaca  | 2          |            |  |  |        |        |        |  |
|  |                    |                    | Anorthōsis       | Anorthōsis     | 0            |              |            |            |  |  |        |        |        |  |
|  | Anorthōsis         | Anorthōsis         | Anorthōsis       | Anorthōsis     | 0            | 2            |            |            |  |  |        |        |        |  |
|  | Anorthōsis         | Anorthōsis         |                  |                |              |              |            |            |  |  |        |        |        |  |
|  | Olympiakos Nicosia | Olympiakos Nicosia | 1                |                |              |              |            |            |  |  |        |        |        |  |
|  | Olympiakos Nicosia | Olympiakos Nicosia | 1                |                | EPA Larnaca  | EPA Larnaca  | 2          |            |  |  |        |        |        |  |
|  |                    |                    |                  |                |              |              |            |            |  |  |        |        |        |  |
|  |                    |                    | Çetinkaya Türk   | Çetinkaya Türk | 1            |              |            |            |  |  |        |        |        |  |
|  | AEL Limassol       | AEL Limassol       | Çetinkaya Türk   | Çetinkaya Türk | 1            | 2            |            |            |  |  |        |        |        |  |
|  | AEL Limassol       | AEL Limassol       |                  |                |              |              |            |            |  |  |        |        |        |  |
|  | Dogan Turk Birligi | Dogan Turk Birligi | 0                |                |              |              |            |            |  |  |        |        |        |  |
|  | Dogan Turk Birligi | Dogan Turk Birligi | 0                |                | AEL Limassol | AEL Limassol | 1          |            |  |  |        |        |        |  |
|  |                    |                    |                  |                | AEL Limassol | AEL Limassol | 1          |            |  |  |        |        |        |  |
|  |                    |                    | Çetinkaya Türk   | Çetinkaya Türk | 2            |              |            |            |  |  |        |        |        |  |
|  | Çetinkaya Türk     | Çetinkaya Türk     | Çetinkaya Türk   | Çetinkaya Türk | 2            | 3            |            |            |  |  |        |        |        |  |
|  | Çetinkaya Türk     | Çetinkaya Türk     |                  |                |              |              |            |            |  |  |        |        |        |  |
|  | AYMA Nicosia       | AYMA Nicosia       | 1                |                |              |              |            |            |  |  |        |        |        |  |